# Claire Sinclair
Claire Sinclair, pseudonimo di Clairissa Irene Riccio (Los Angeles, 25 maggio 1991), è una modella statunitense.
È stata nominata "Playmate del mese" per la rivista Playboy nel ottobre 2010 e "Playmate dell'anno 2011".